# Kairuku
Genre
Kairuku est un genre éteint de manchots dont les espèces ont vécu durant le Chattien. Leurs restes fossiles ont été mis au jour en Nouvelle-Zélande. L’espèce la plus grande, Kairuku waewaero, haute de 1,30 m et pesant environ 60 kg, dépassait en taille le Manchot empereur actuel.

## Liste des espèces
- † Kairuku waitaki − espèce type Ksepka, Fordyce, Ando & Jones, 2012[2]
- † Kairuku grebneffi Ksepka et al., 2012[3]
- † Kairuku waewaeroa  Giovanardi et al., 2021[4]

## Publication originale
- (en) Daniel T. Ksepka, R. Ewan Fordyce, Tatsuro Ando et Craig M. Jones, « New fossil penguins (Aves, Sphenisciformes) from the Oligocene of New Zealand reveal the skeletal plan of stem penguins », Journal of Vertebrate Paleontology, SVP et Taylor & Francis, vol. 32, no 2,‎ mars 2012, p. 235-254 (ISSN 0272-4634 et 1937-2809, OCLC 238100068, DOI 10.1080/02724634.2012.652051, JSTOR 41515052).